# Hällsäckspindel
Hällsäckspindel (Clubiona genevensis) är en spindelart som beskrevs av Ludwig Carl Christian Koch 1866. Hällsäckspindel ingår i släktet Clubiona och familjen säckspindlar. Enligt den svenska rödlistan är arten nära hotad i Sverige. Arten förekommer i Götaland och Öland. Artens livsmiljö är havsstränder, jordbrukslandskap. Inga underarter finns listade i Catalogue of Life.